# Hibiscus manuripiensis
Hibiscus manuripiensis är en malvaväxtart som beskrevs av Antonio Krapovickas. Hibiscus manuripiensis ingår i Hibiskussläktet som ingår i familjen malvaväxter. Inga underarter finns listade i Catalogue of Life.